# Cchuan-ti-sia

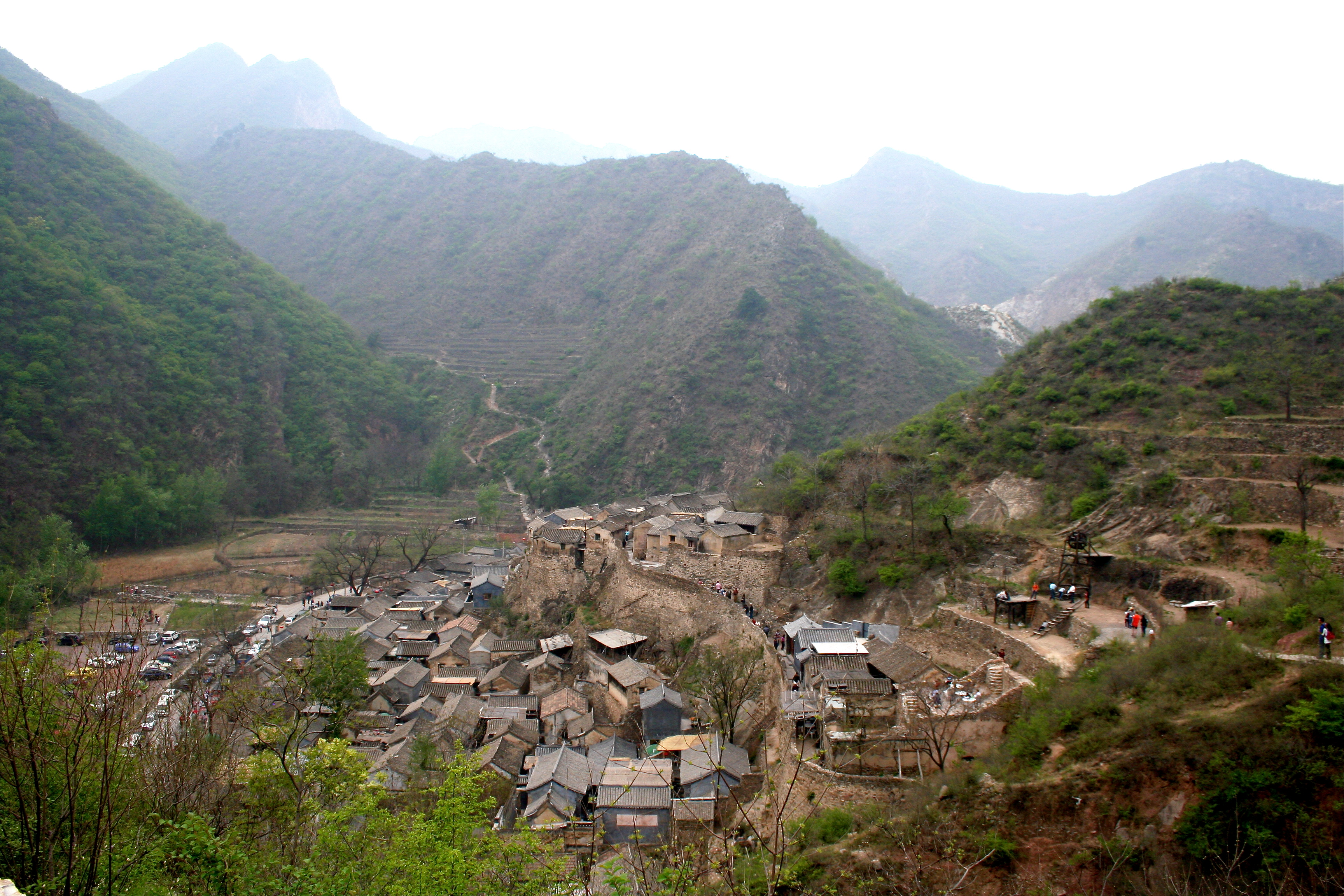
Pohled na vesnici

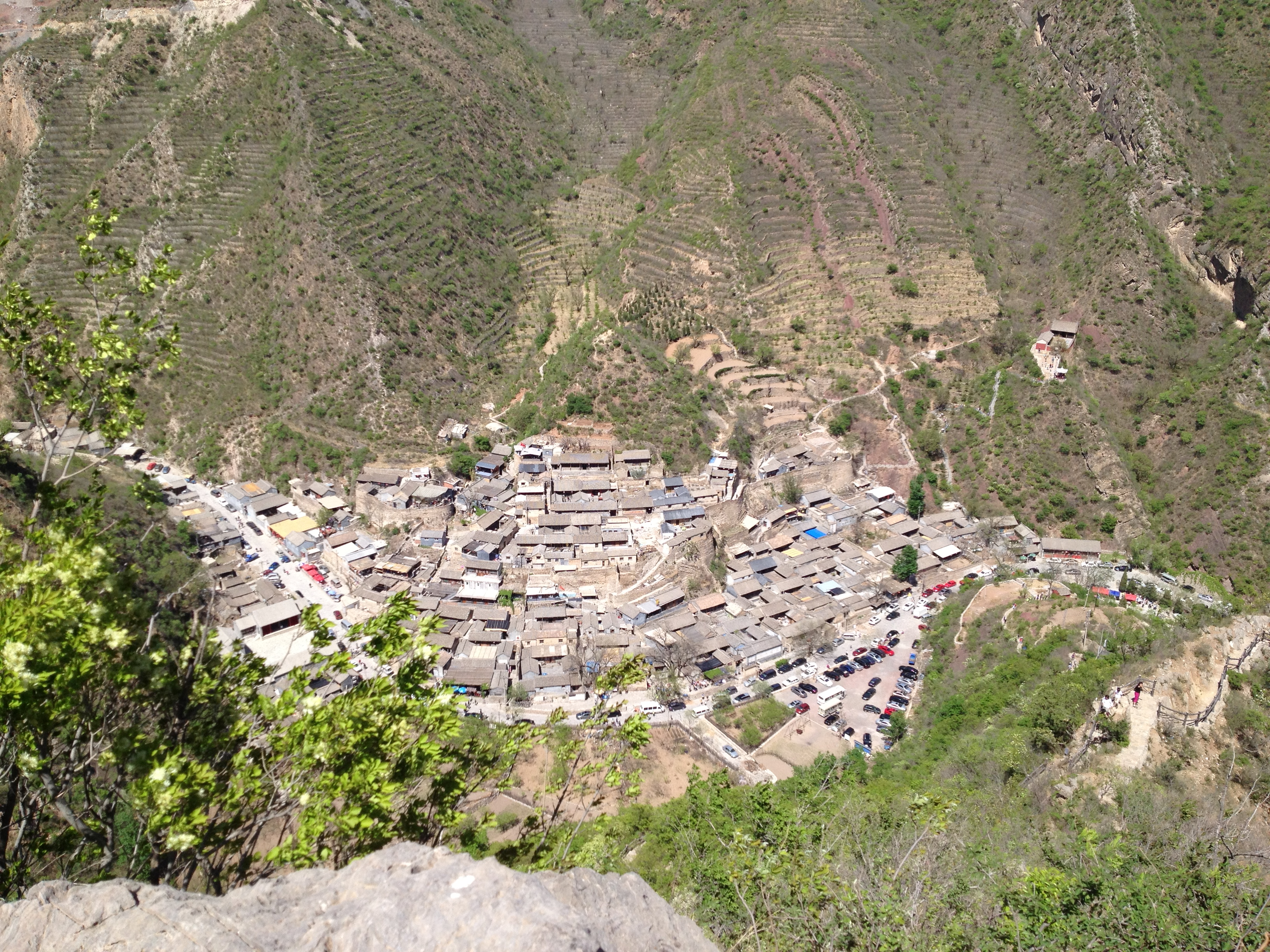
Pohled na vesnici

Cchuan-ti-sia (čínsky v českém přepisu Cchuan-ti-sia, pchin-jinem Cuandixia, znaky 爨底下) je vesnička v západní části Pekingu, hlavního města Čínské lidové republiky. Leží v Čaj-tchangu v městském obvodě Men-tchou-kou a pro svoji zachovalou architekturu z období dynastií Ming a Čching je vyhledávanou turistickou atrakcí.
Od středu Pekingu je Cchuan-ti-sia vzdálena zhruba 90 kilometrů na východ a na městskou hromadnou dopravu je napojena autobusy od stanice Pching-kuo-jüan linky 1 pekingského metra.
Ves byla založena za císaře Jung-le z dynastie Ming rodinou, která přicestovala z provincie Šan-si. 